# Annales de chimie et de physique
Annales de chimie et de physique fou una revista científica francesa especialitzada en articles de química i física que es publicà a partir del 1815 fins al 1914. Agafà el relleu d'Annales de chimie, que havia deixat de publicar-se el 1793. La posada en marxa d'aquests nous Annales la dugueren a terme Francesc Aragó (1786-1853) i Joseph-Louis Gay-Lussac (1878-1850). La part més important de la revista contenia articles de recerca completant-se amb ressenyes de llibres, dades meteorològiques, un resum de les activitats de l'Académie des sciences, i, molt important, la publicació de cartes que donaren vida a aquesta revista.